# تیگران هککیان
تیگران آرتیومی هِکِکیان (ارمنی: Տիգրան Արտյոմի Հեքեքյան؛ انگلیسی: Tigran Hekekyan؛ زادهٔ ۱۷ اوت ۱۹۵۹) رهبر ارکستر گروه کر، و استاد در کنسرواتوار دولتی کومیتاس ایروان اهل ارمنستان است.

## زندگی‌نامه
وی در ۱۷ اوت ۱۹۵۹ در ایروان به دنیا آمد و از کنسرواتوار دولتی کومیتاس ایروان فارغ‌التحصیل شد. وی همچنین برندهٔ جوایزی همچون مدال موسس خورناتسی (۱۹۹۶) و آموزگار شایسته جمهوری ارمنستان شده است.